# Willie Aames
Willie Aames, all'anagrafe Albert William Upton (Los Angeles, 15 luglio 1960), è un attore, regista e produttore televisivo statunitense, già noto come attore bambino nei primi anni Settanta e quindi con una lunga carriera di attore soprattutto alla televisione.

## Biografia
Nato Albert William Upton a Los Angeles, California, inizia a recitare come attore bambino alla televisione fin dai primi anni Settanta, interpretando nel 1971 il ruolo di Leonard Unger, il figlio di Felix Ungar (Tony Randall), in un episodio della serie di ABC TV La strana coppia. Negli anni seguenti, Aames prende parte come comprimario a varie serie televisive, tra cui Una moglie per papà (in quattro episodi, tra il 1971 e 1972), Una famiglia americana (The Waltons, in un episodio del 1975),  e Adam-12 (in due episodi nel 1971 e 1974). Presta la voce al personaggio di Jamie Boyle nella serie animata Wait Till Your Father Gets Home (1972-74). Nel 1974, interpreta un dodicenne Benjamin Franklin, nella miniserie omonima. L'anno successivo, recita come co-protagonista nei 12 episodi della serie televisiva We'll Get By (1975), mai giunta in Italia, e quindi in 20 episodi della serie televisiva Swiss Family Robinson (1975-76).
Diventa noto al pubblico soprattutto per i ruoli da protagonista avuti, ormai adolescente, tra la fine degli anni settanta e l'inizio degli anni ottanta in 109 episodi della telefilm La famiglia Bradford (1977-1981), in cui interpreta Tommy Bradford, e nei film Paradise (1982), dove recita al fianco di Phoebe Cates, e Inferno in diretta (1982), in cui affianca Karen Black.
Lavora inoltre nelle serie La casa nella prateria (in un episodio del 1977), e Love Boat (in un episodio del 1982), quindi recita nel film Zapped! - Il college più sballato d'America (1982) con Scott Baio. Dal 1983 al 1985 è la voce di Hank in 27 episodi del cartone animato Dungeons & Dragons. È quindi co-protagonista, ancora con Scott Baio, nei 126 episodi della serie televisiva Baby Sitter (1984-1985 e 1987-1990), nel ruolo di Buddy Lembeck.
Negli anni '80 intraprende anche una breve carriera musicale con un gruppo chiamato Willie Aames & Paradise, nella veste di cantante/chitarrista.
Negli anni '90, ormai terminata la serie Baby Sitter, e dopo aver lottato per anni con la droga e alcool, Aames riscopre la propria fede cristiana, con un percorso che lo porta a diventare un ministro ordinato. Dal 1995 al 2004, è protagonista in una serie di video e di una tournée come il supereroe cristiano Bibleman.

## Problemi finanziari
Il giorno della festa del Ringraziamento del 2008 tenta il suicidio a causa di problemi finanziari. Presenta quindi istanza di fallimento, avendo contratto debiti per oltre 350.000 dollari, dopo essersi separato dalla seconda moglie.
L'attore allestisce una vendita di tutti i suoi beni il 26 marzo 2009, nella sua abitazione di Olathe, Kansas, al fine di scongiurare l'imminente pignoramento della sua casa. Negli Stati Uniti l'iniziativa di Aames conquista l'attenzione dell'intera nazione, ma vi partecipano principalmente i suoi fans.
Willie Aames ha documentato i suoi problemi di denaro nel programma VH1 del 2009 Broke & Famous. Nel luglio 2010, Aames lavora come consulente finanziario. Nel marzo 2010, si unisce alla Oceania Crociere come membro del personale di intrattenimento.
Dal 2015 torna a recitare in alcuni film per la televisione.

## Vita privata
Willie Aames è sposato dal 2014 con l'attrice Winnie Hung. Ha avuto un figlio nel 1981 da un primo matrimonio con Victoria Weatherman (1979-84) e una figlia nel 1986 da un secondo matrimonio con l'attrice Maylo McCaslin (1986-2009), con la quale ha scritto anche il libro Grace is Enough nel 2007.

## Riconoscimenti
- Young Hollywood Hall of Fame [15]

## Filmografia parziale

### Cinema
- Paradise, regia di Stuart Gillard (1982)
- Zapped! - Il college più sballato d'America (Zapped!), regia di Robert J. Rosenthal (1982)
- Killing Machine (Goma-2), regia di José Antonio de la Loma (1984)
- Inferno in diretta , regia di Ruggero Deodato (1985)

### Televisione
- La strana coppia (The Odd Couple) - serie TV, 1 episodio (1971)
- Gunsmoke – serie TV, episodi 17x15-18x19 (1971-1973)
- Cannon – serie TV, episodio 1x21 (1972)
- Swiss Family Robinson - serie TV, 20 episodi (1975-1976)
- La casa nella prateria (Little House on the Prairie) - serie TV, episodio 3x15 (1977)
- La famiglia Bradford (Eight Is Enough) – serie TV, 111 episodi (1977-1981)
- Baby Sitter (Charles in Charge) – serie TV, 126 episodi (1984-1985)
- La famiglia Bradford: Festa di compleanno (Eight Is Enough: A Family Reunion), regia di Harry Harris – film TV (1987)
- Bugtime Adventures, serie televisiva (2006) - narratore
- Harvest Moon, film TV (2015)
- Dater's Handbook, film TV (2016)
- Una strana storia di Natale (Every Christmas Has a Story), regia di Ron Oliver – film Tv (2016)
- Amore à la carte (Love on the Menu)), regia di Ellie Kanner - film TV (2019)

## Doppiatori italiani
Nelle versioni in italiano delle opere in cui ha recitato, Willie Aames è stato doppiato da:
- Sandro Acerbo ne La famiglia Bradford (st. 2-5), Paradise
- Riccardo Rossi ne La famiglia Bradford (st. 1)
- Gianluca Tusco in Baby Sitter
- Mauro Gravina ne Inferno in diretta